# Mola salsa

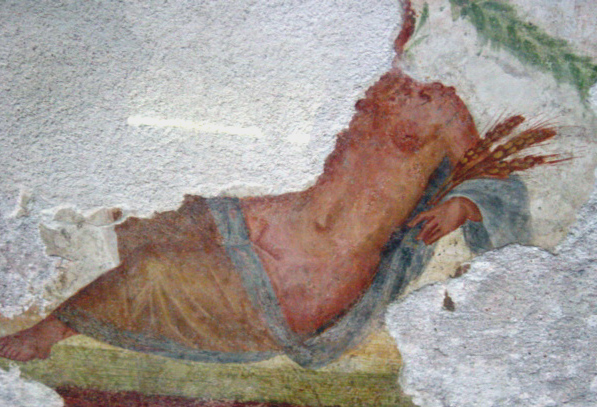
Pintura em parede romana mostrando a deusa Ceres segurando ramos de trigo.

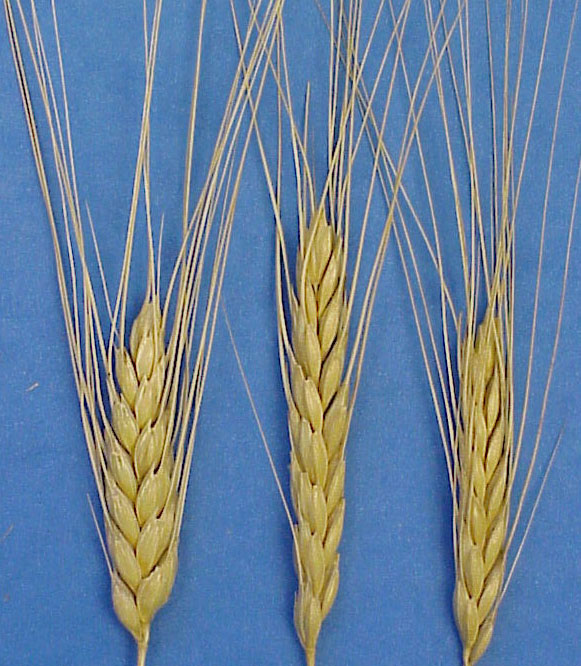
Espelta, utilizado para a mola salsa.

Mola salsa ("farinha salgada", em latim), na antiga religião romana, era uma mistura de farinha de Espelta moída, torrada e salgada preparada pelas virgens vestais para ser utilizada em todos os sacrifícios oficiais. Era jogada sobre a testa e entre os chifres das vítimas animais antes de serem sacrificadas, bem como sobre o altar e o fogo sagrado. Era uma oferenda comum às divindades domiciliares.
Sérvio descreve a substância como pius (talvez no sentido de "preparado com reverência") e castus ("ritualmente puro"). A mola salsa era tão fundamental ao sacrifício que "despejar a mola" (latim: immolare) acabou por significar "sacrificar" (e originou a palavra em português "imolar"). Seu uso era uma das diversas tradições religiosas creditadas a Numa Pompílio, sabino que foi o segundo rei de Roma.
O Colégio de Vestais preparava a mola salsa durante a Vestália, principal festival da deusa Vesta, celebrando entre 7 e 15 de junho.